# Epactoides jounii
Epactoides jounii är en skalbaggsart som beskrevs av Wirta och Olivier Montreuil 2008. Epactoides jounii ingår i släktet Epactoides och familjen bladhorningar. Inga underarter finns listade i Catalogue of Life.